# Adel Mouelhi
Pour les articles homonymes, voir Mouelhi.
Adel Mouelhi est un footballeur tunisien. Il évolue au poste de défenseur au sein du Club africain.

## Carrière
- 1978-1985 : Club africain (Tunisie)[1]

## Palmarès
- Champion de Tunisie : 1979, 1980
- Vainqueur de la Supercoupe de Tunisie : 1979